# جورج داروين
السير جورج هوارد داروين  (بالإنجليزية: George Howard Darwin)‏(9 يوليو 1845 - 7 ديسمبر 1912) هو عالم فلك ورياضياتي إنجليزي.

## معرض صور

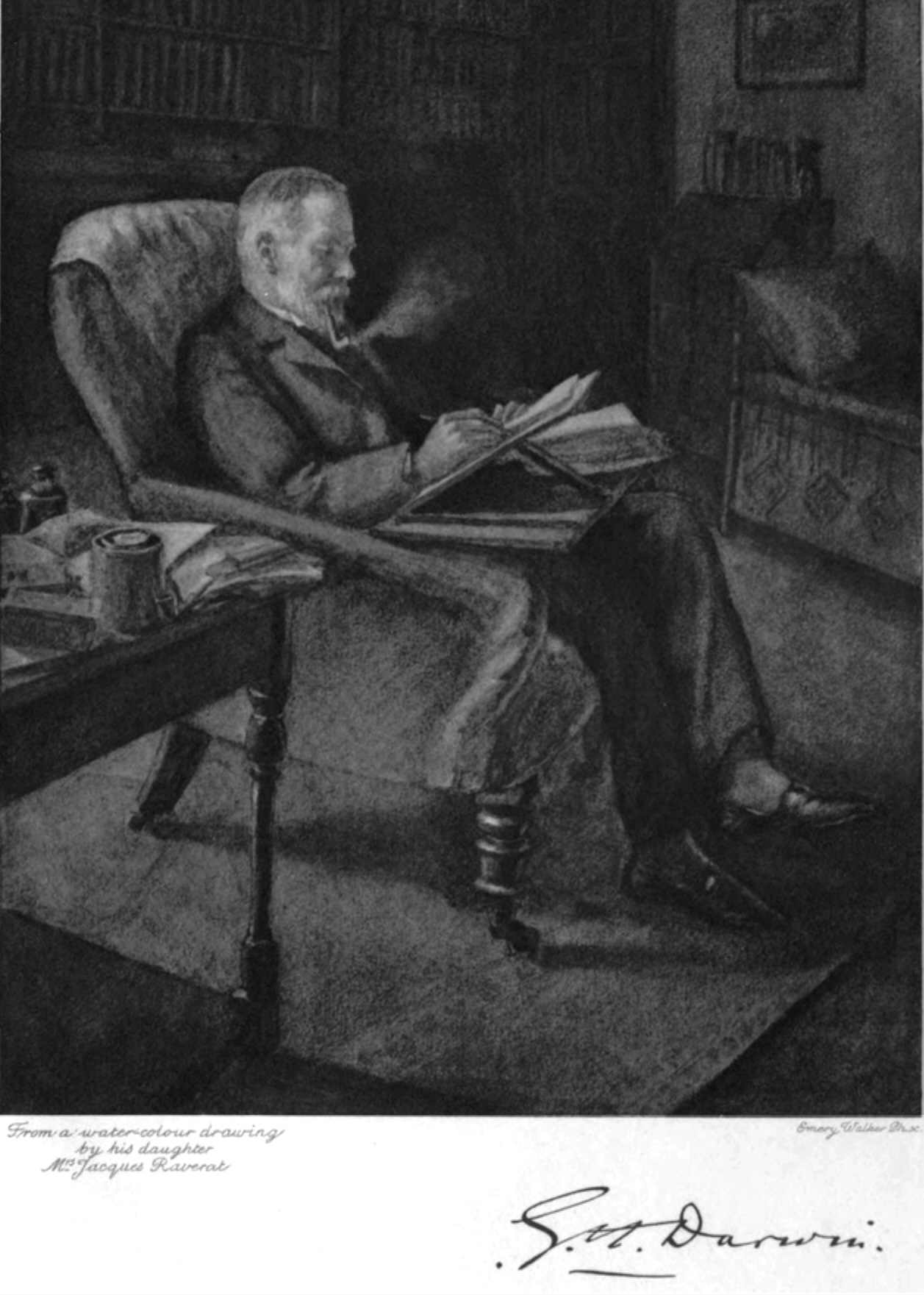
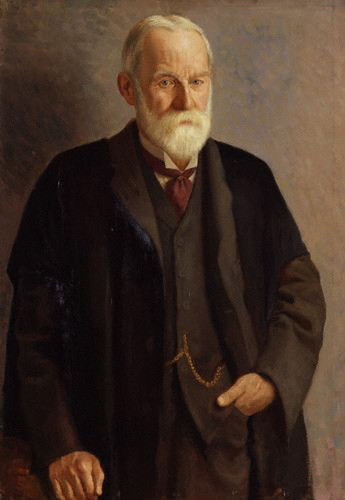

## روابط خارجية
- جورج داروين على موقع الموسوعة البريطانية (الإنجليزية)
- جورج داروين على موقع إن إن دي بي (الإنجليزية)